# NeoRageX
Créé par Anders Nilsson et Janne Korpela, NeoRageX (pour NeoGeo Real Arcade Game Emulator pour DirectX) est un émulateur de jeu vidéo dédié au système d'arcade Neo-Geo (MVS, AES, fonctionnant sous Windows, basé sur l’émulateur DOS NeoRAGE (un des premiers émulateur Neo-Geo populaire,) lui-même basé sur RAGE). Il n'est plus maintenu à jour depuis la fin des années 1990 (le 17/06/1999 exactement, date de sortie de la dernière version 0.6b) mais restera très populaire plus d'une dizaine d'années après. Notons que Rage/NeoRage/NeoRageX fut le premier émulateur NeoGeo à émuler "correctement" la plupart des jeux du système (le premier étant NeoGekko, appelé aussi Gekko Pre-Release, sorti le 29 avril 1998 et qui n'émulait que le jeu NAM-1975, assez mal).

## Description
Très bien programmé pour l'époque (utilisant Starscream 680x0 pour l'émulation du Motorola 68000), il demandait, lors de sa sortie, au minimum deux fois moins de ressources que MAME. Réorganisant au mieux le Swap Disk, il permet de jouer dans d'excellentes conditions (60 images par seconde), sur un simple Pentium 166 avec 64 Mo de RAM (et même seulement avec 32 Mo), aux gros jeux de l'époque : Metal Slug, The King of Fighters... Utilisant également les instructions MMX, si disponibles, pour améliorer le rendu.

## Commentaires
Grâce aux fans, et malgré l'absence du code source, il fut amélioré (via des hacks successifs) jusqu'en 2012 par la Team SnkNeoFighter parmi de nombreux autres contributeurs, avec l'ajout de plusieurs filtres graphiques, des cheats, du support de l'unibios, des patchs IPS, des Memory Card, d'un générateur de DAT et de nombreuses langues (éditables par fichier ini) et surtout la liste des jeux émulés qui fut constamment mise à jour.

## Fin de carrière et héritage
NeoRageX fut très certainement l'émulateur le plus hacké ayant existé (devant UltraHLE). Il y a plusieurs raisons à cela:
Premièrement il s'agissait du véritable premier émulateur NeoGeo jouable, de plus il était agréable à utiliser avec de nombreuses options et possédait une très jolie interface (user-friendly), ensuite la NeoGeo a toujours passionnée les foules et pour l'époque l'émulateur était plus avancé que les autres car il permettait de jouer à plusieurs jeux facilement (par simple clic de souris), de plus SNK sortait encore quelques jeux ce qui faisait de NeoRageX un émulateur émulant un système encore en exploitation. Enfin, la fin tragique de NeoRageX dont une version 0.7 était attendue sous peu par des phrases « mystérieuses » (voir ci-dessous) ont augmenté le côté « légendaire » de ce programme.
```
Unfortunately our planned release 21/6 has been delayed due to a personal tragedy. But do not despair. We will release a new version shortly.
Explanations to riddles: 
1: ((nop>>4)*3)++ = nop is opcode 0x90/144 in x86, that gives us this formula
((144/16)*3)+1 = 28 days left to a release
2: sub bh,7 = (b equals the second and h the eight letter of the alfabet)
This gives us 28-7 = 21 days left to a release
3: (ffff%4) * smtwtfs = ffff stands for 6666 (f equals the sixth letter of the alfabet) and smtwtfs is the days of a week. 6666 % 4 equals 2. This gives us 2 * 7 which is 14 days left to a release.

```

Mais la version 0.7 ne sortira jamais car l'un des auteurs ne retrouva pas la motivation nécessaire pour reprendre le développement de son émulateur à la suite de son problème personnel. C'est ainsi que les fans de l'émulateur ont continué sa "légende". 
Par la suite de nombreux autres émulateurs de NeoGeo sortirent mais celui qui se rapprochait le plus de NeoRageX en termes d'apparence était Nebula qui proposait une interface graphique pratiquement identique à celle de NeoRageX (et qui par la suite proposa également une version fenêtrée), ce qui attira nombres de joueurs à faire la "migration" même si dans le cœur des pures et dures ce n'était pas tout à fait NeoRageX...